# Nagapur
Nagapur è una suddivisione dell'India, classificata come census town, di 7.062 abitanti, situata nel distretto di Ahmednagar, nello stato federato del Maharashtra. In base al numero di abitanti la città rientra nella classe V (da 5.000 a 9.999 persone).

## Geografia fisica
La città è situata a 19° 09' 45 N e 74° 41' 55 E.

## Società

### Evoluzione demografica
Al censimento del 2001 la popolazione di Nagapur assommava a 7.062 persone, delle quali 3.998 maschi e 3.064 femmine. I bambini di età inferiore o uguale ai sei anni assommavano a 1.027, dei quali 558 maschi e 469 femmine. Infine, coloro che erano in grado di saper almeno leggere e scrivere erano 5.260, dei quali 3.172 maschi e 2.088 femmine.